# 福雷灣
福雷灣（英語：Fauré Inlet）是南極洲的內灣，位於亞歷山大一世島南部，處於蒙泰韋爾迪半島南部，由美國研究隊發現和繪入地圖，現時由南極條約體系管理。

## 外部連結
. . United States Geological Survey.   [2012-03-16].
72°37′S 70°48′W / 72.617°S 70.800°W